# 大良街道
大良街道是中国广东省佛山市顺德区下辖的街道办事处，旧称「凤城」，是顺德区政府所在地。

## 名称
大良得名有两种说法。民间相传大良本名「太艮」，缘起于该地为古「太艮海峡」；建县后，朝廷命官误将「太」字的一点加于「艮」字之顶而成「大良」。不过，学术界认为顺德建县前的史料从无「太艮」和「太艮海峡」的记载，「大良」应为古南越族语音的遗留，意为「黄土地」。

## 历史
顺德在明朝景泰三年四月廿七（1452年5月16日）置县，并以大良为政府所在地。大良在明清时期分属县城和大良、古楼、小湾三堡。中华民国时期，县城称大良镇，城郊农村为第一区。中华人民共和国成立后，县城仍称大良镇。1958至1959年，大良曾名「凤城人民公社」，城郊农村先后称「第一区」、「府又区」、「大良人民公社」、「大良区」、「锦湖镇」。1988年8月撤销锦湖镇建制，与县城统称大良镇。1992年，顺德撤县设市后，大良成为市人民政府驻地。2003年，顺德撤市设区后，大良成为区人民政府驻地。

## 行政区划
大良街道下辖以下地区：
升平社区、文秀社区、金榜社区、中区社区、北区社区、府又社区、新桂社区、南华社区、顺峰社区、云路社区、红岗社区、大门社区、新松社区、新滘社区、近良社区、南江社区、苏岗社区、五沙社区、德和社区、古鉴村和逢沙村。

## 地理
大良境內有幾個小山崗，譬如鳳山、華蓋山、禽爬崗、牛崗、煙墩崗、豬仔山、梯雲崗、順峰山、連龍山。四周有水道包括桂畔海、大良河及容桂水道。

## 旅遊名勝
清晖园
清晖园位于大良街道清晖路，与佛山梁园、番禺余荫山房、东莞可园并称为广东四大名园。该园始建于明代，原为明末状元黄士俊所建的黄氏花园，建筑主要建于清嘉庆年间。“清晖”意为和煦普照之日光，喻父母之恩德。后经龙氏五代人多次修缮，逐渐形成了格局完整而又富有特色的岭南园林。
华盖路步行街
华盖路建于清朝，全长635米。由于华盖路建筑年代较久，存在一定安全隐患，因此在1998年4月，顺德政府开始对华盖路进行改造，并最终将其改建为一条具有近代风格的商业步行街。华盖路步行街也是大良唯一一条商业步行街，街道两旁为明末清初骑楼特色的西洋建筑，主色调为粉黄、粉绿、粉蓝。目前，华盖路步行街全长两公里，街内设有国际名牌连锁店数百家，主要经营服饰，兼有百货、小吃，彩色的骑楼，以及老字号的民信双皮奶店。另外步行街上还有免费的观光车供游人乘坐。
顺峰山公园
顺峰山公园是顺德最为著名的公园之一，位于佛山市顺德新城区西北部太平山麓，始建于1999年，2004年正式向社会开放。公园占地面积8209亩，包括太平山、神步山、桂畔湖、青云湖等区域。公园以“山色水韵”为主题建设，囊括合理布局后的自然空间以及旧寨塔、青云塔等历史古迹，依据山势地貌形成了“青山、碧水、一寺、两湖、两塔”的自然与人文景观格局。以两湖（青云湖区、桂畔湖区）、两塔（青云塔、旧寨塔）为主要旅游轴线，构成“桂海芳丛”“汀芷园”“步云迳”“雅正园”等景区共24个。
除了中區的華蓋路步行街、清晖园外，還有西山庙、陈岩野先生遗迹、太平塔、神步塔、钟楼、宝林寺、桂畔公园、顺峰山公园、凤岭公园、顺峰山旅游区。

## 特色食物
- 大良牛乳
- 炒鮮奶
- 雙皮奶
- 大良野雞卷：用豬網油包裹野雞肉片，捲起來再炸。
- 順德拆魚羹
- 釀鯪魚
- 大良蹦砂

## 铁路车站

### 地铁车站
- █佛山地铁3号线：环市北站、大良钟楼站、东乐路站、驹荣北路站、顺德一中站、顺德欢乐海岸站、顺德学院站、顺德港站

### 城际车站
- 广珠城际铁路：顺德学院站